# 808
Évszázadok: 8. század – 9. század – 10. század
Évtizedek: 750-es évek – 760-as évek – 770-es évek – 780-as évek – 790-es évek – 800-as évek – 810-es évek – 820-as évek – 830-as évek – 840-es évek – 850-es évek
Évek: 803 – 804 – 805 – 806 –  807 – 808 – 809 – 810 – 811 – 812 – 813

## Események

### Európa
- Gudfred dán király a szláv linonok, szmeldingek és velétek támogatásával megtámadja az északi szász földekre betelepült szláv obodritákat és elűzi vagy az adófizetőivé teszi őket. Ezután elpusztítja a Balti-tenger déli partján fekvő Reric kereskedővárost, lakóit pedig áttelepíti Jütlandra. Tartva a frankok megtorlásától (az obodriták frank vazallusok voltak) Gudfred megerősíti a Jütlandot védő sáncrendszert, a Danevirkét.
- Nagy Károly frank császár két új erődítménnyel megerősíti az Elba torkolatát és fiát, Ifjabb Károlyt küldi a dán támadás elhárítására, ő azonban óvakodik megtámadni a dánokat, csak a linonok és szmeldingek földjeit dúlja fel.
- Jámbor Lajos (Nagy Károly fia) sereget küld az ibériai arabok ellen, amely ostrom alá veszi Tortosát.
- Northumbria elűzött királya, Eardwulf a pápa és Nagy Károly támogatásával visszatér királyságába és visszaszerzi trónját II. Ælfwaldtól.
- Meghal Cadell ap Brochfael, a walesi Powys királya. Utóda Cyngen ap Cadell.

## Születések
- szeptember 27. - Ninmjó, japán császár
- Orbais-i Gottschalk, szász teológus
- Hunajn ibn Iszhák al-Ibádi, keresztény arab orvos, fordító
- Walahfrid von der Reichenau, német szerzetes, teológus

## Halálozások
- Cadell ap Brochfael, Powys királya

## Fordítás
- Ez a szócikk részben vagy egészben  a(z)   808 című angol Wikipédia-szócikk ezen változatának fordításán alapul.  Az eredeti cikk szerkesztőit annak laptörténete sorolja fel. Ez a jelzés csupán a megfogalmazás eredetét és a szerzői jogokat jelzi, nem szolgál a cikkben szereplő információk forrásmegjelöléseként.